# Escudo de la República Socialista Soviética de Estonia
El emblema estatal de la República Socialista Soviética de Estonia fue adoptado en 1940 por el gobierno de la República Socialista Soviética de Estonia. Está basado en el emblema nacional de la URSS. 

## Descripción
El emblema está compuesto por un sol naciente que representa el futuro del pueblo estonio, que tiene debajo la inscripción «Eesti NSV» ("RSSE en estonio"), abrazados por un haz de trigo a la derecha y otro de ramas de conífera a la izquierda (que representan la agricultura) rodeados por una cinta roja que lleva el lema de la Unión Soviética, «¡Proletarios de todos los países, uníos!», escrito en ruso (Пролетарии всех стран, соединяйтесь!, romanizado: Stran Proletarii vsekh, soyedinyaytes!), y en estonio (Kõigi maade proletaarlased, ühinege!). La hoz y el martillo (símbolos soviéticos) se encuentran encima del sol naciente, mientras que la estrella roja con borde dorado (simbolizando el "socialismo en los cinco continentes") se encuentra en la parte superior del emblema.

## Historia
En 1940 tras la incorporación de los estados bálticos a la URSS se diseñaría un escudo para la RSS de Estonia al estilo soviético. A diferencia de otras república soviéticas este escudo no fue modificado nunca tras su creación.
En 1990  fue restablecido el escudo de armas de la Estonia independiente, siendo adoptado también por Estonia tras su independencia de la URSS en 1991.